# (32240) 2000 OK39
2000 OK39 (asteroide 32240) é um asteroide da cintura principal. Possui uma excentricidade de 0.01757870 e uma inclinação de 20.31583º.
Este asteroide foi descoberto no dia 30 de julho de 2000 por LINEAR em Socorro.